# بارهنگ آبی برگ کند
بارهنگ آبی برگ کند (نام علمی: Potamogeton amblyphyllus) نام یک گونه از سرده گوشاب است.